# San Benedetto in Perillis
San Benedetto in Perillis ist ein italienisches 125-Einwohner-Dorf in den Abruzzen in der Provinz L’Aquila. Es liegt in der Comunità montana Campo Imperatore-Piana di Navelli.  
Nachbargemeinden sind Acciano, Collepietro, Molina Aterno, Navelli, Popoli (PE) und Vittorito.
Es gibt zwei Kirchen in dem Bergdorf: San Benedetto und Santa Maria delle Grazie. Der Tag des Falken unter der Regie von Richard Donner, wurde in dem Ort gedreht.
Vom Erdbeben des 6. April 2009 in der Region L’Aquila/Popoli wurde San Benedetto schwer getroffen.

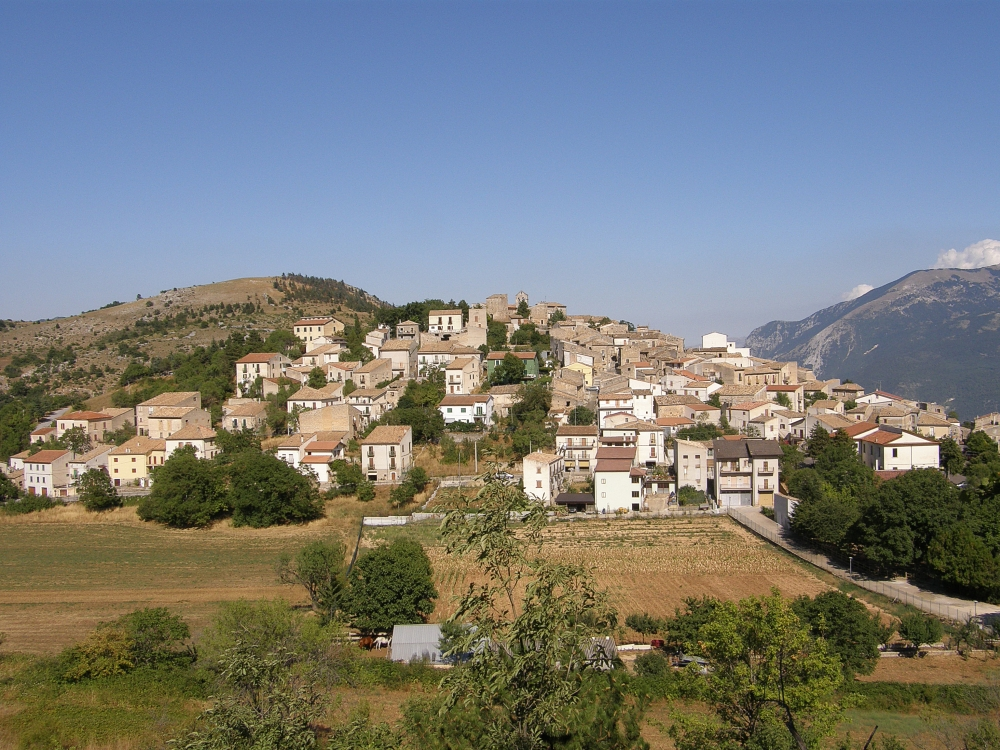
San Benedetto in Perillis
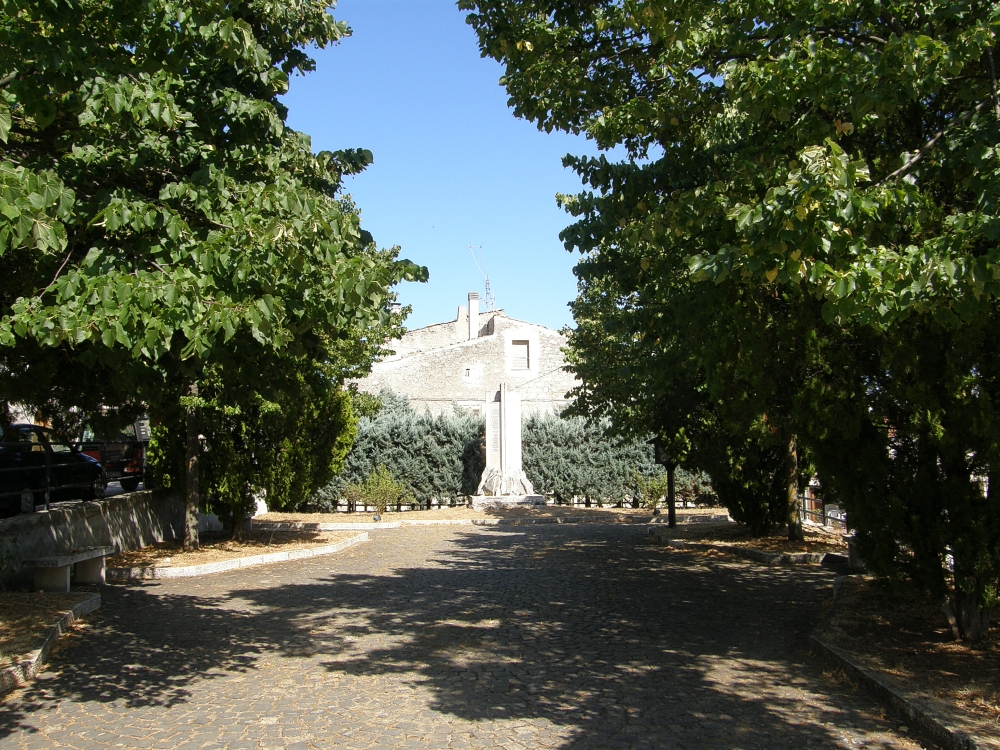
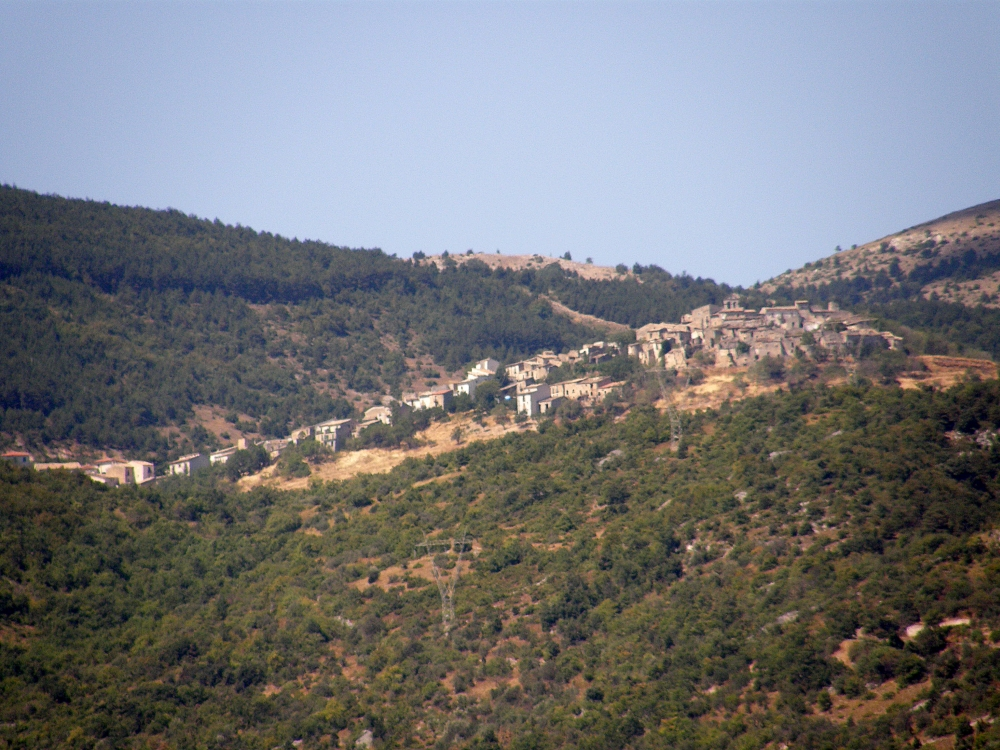
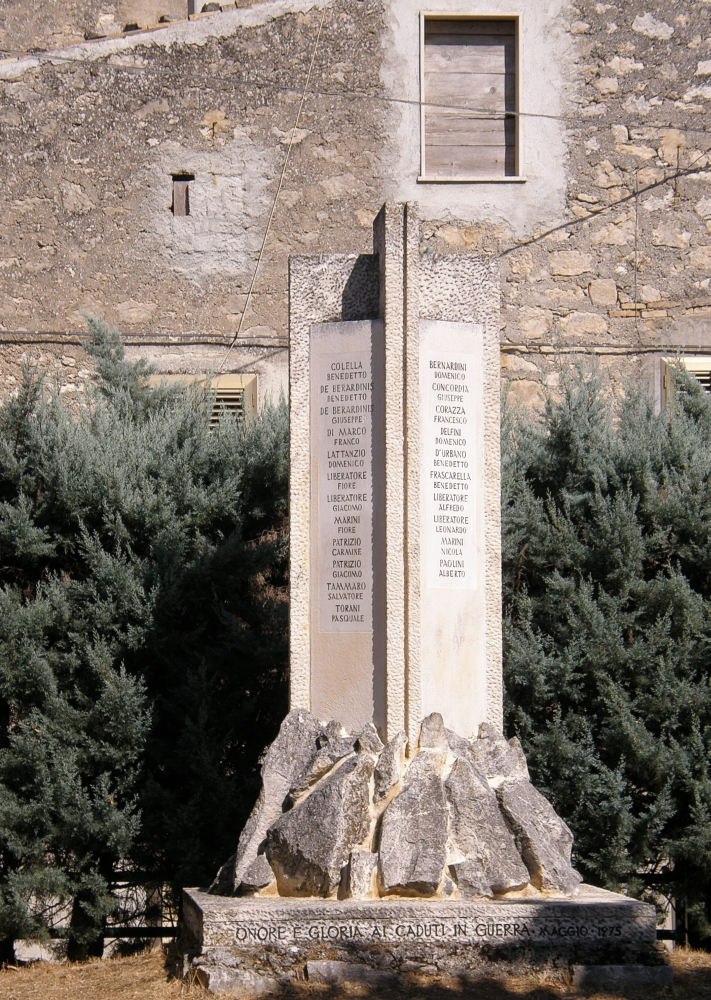
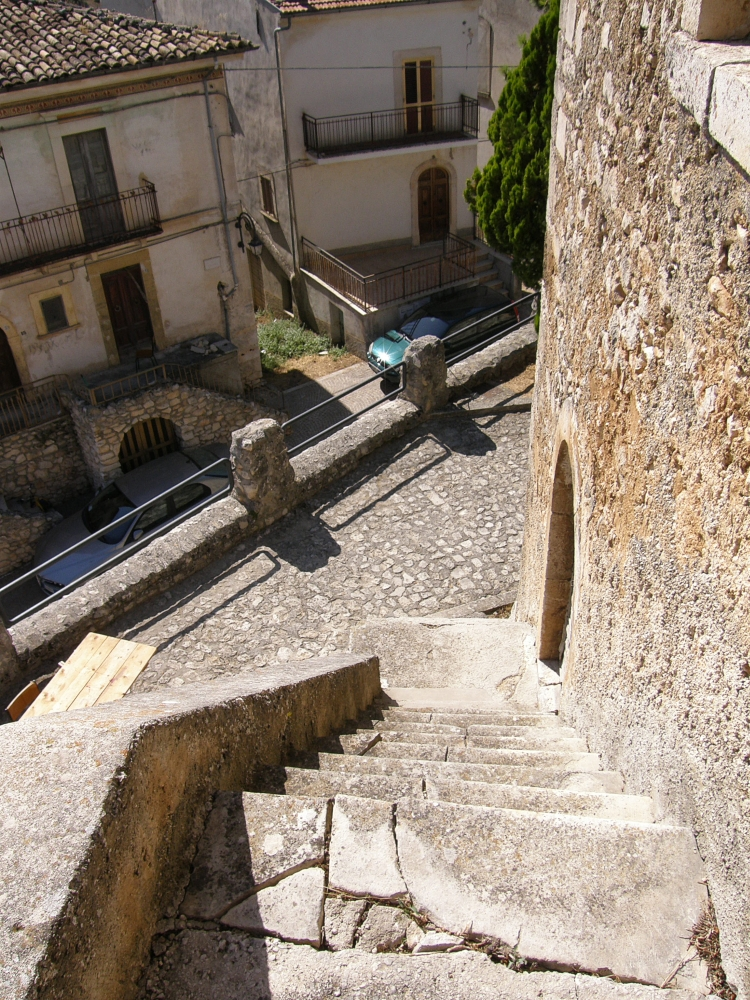
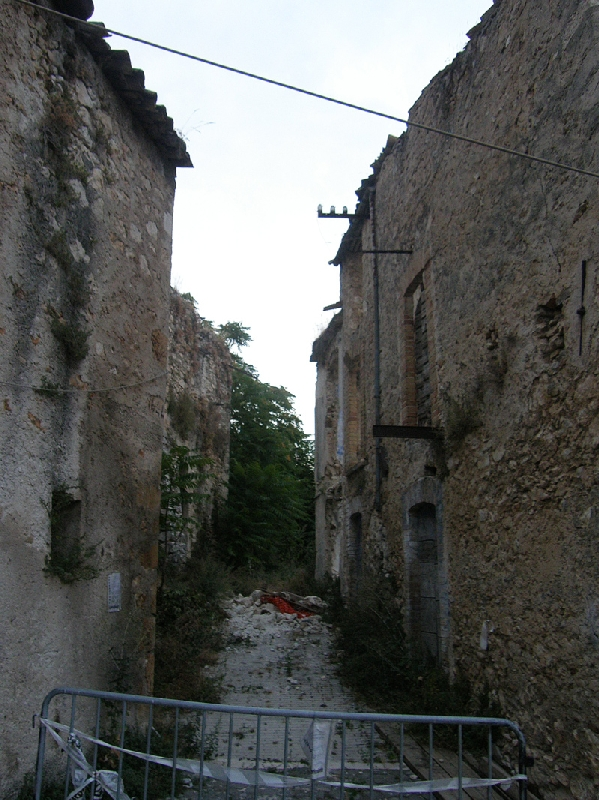
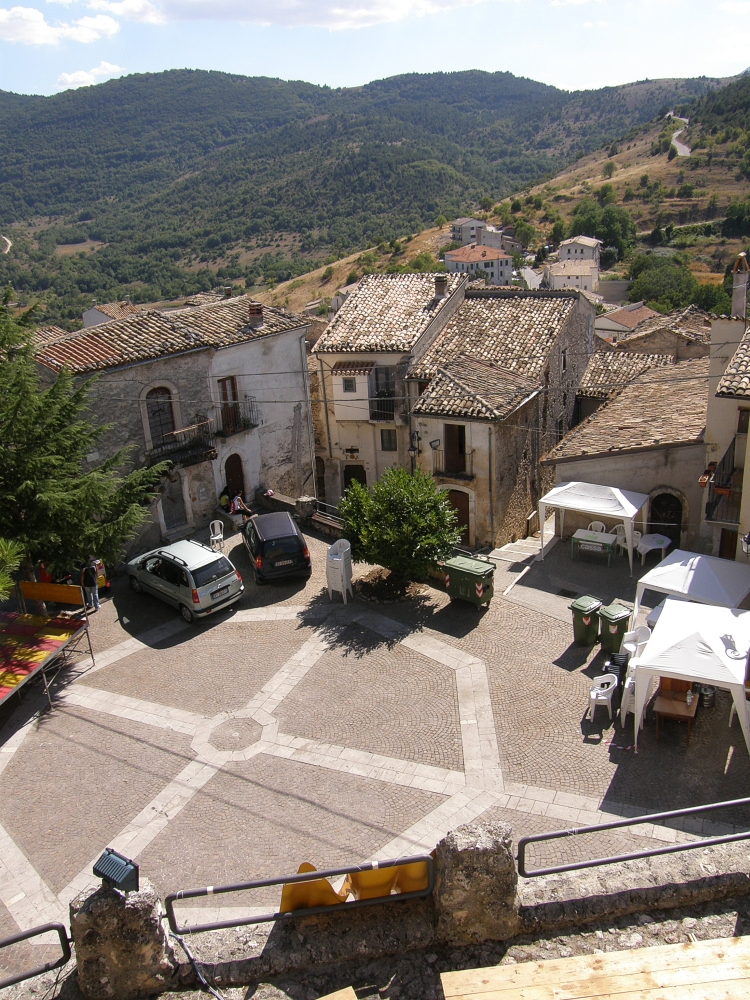
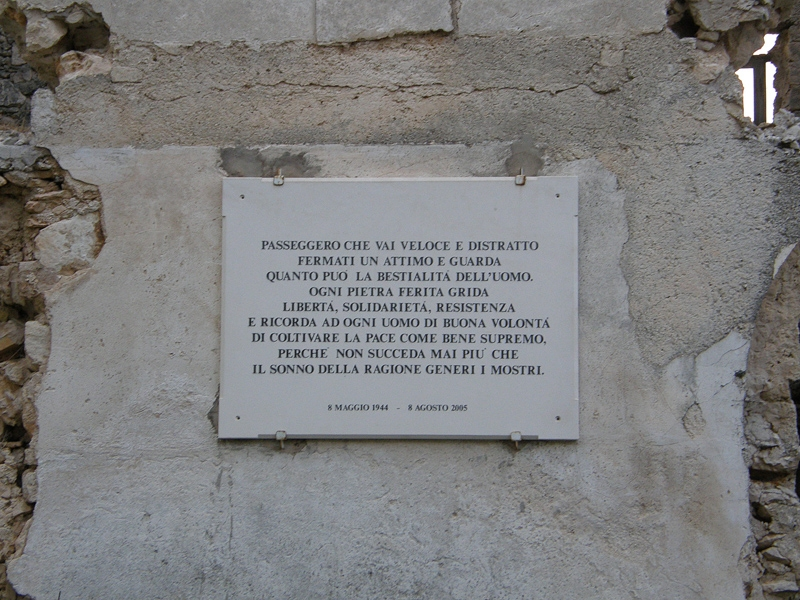